# Хидегкути Нандор (стадион)
«Хидегкути Нандор» — стадион в Будапеште, Венгрия. Домашний для ФК МТК. Был открыт 13 октября 2016 года и построен на месте старого стадиона с таким же названием построенным в 1947 году. Назван в честь в честь футболиста сборной Венгрии Хидегкути Нандора.

## История

### Планирование
Тамаш Дойч, член Европарламента и президент МТК объявил, что в 2016 году будет построен новый стадион стоимостью от 6 до 6,5 миллиардов венгерских форинтов. Новый объект будет вмещать около 5000 зрителей и станет домом для Футбольной академии Шандора Кароли. Первый этап строительства начнётся в конце сезона Венгерской лиги 2013/14 со сноса нынешнего стадиона. На время строительства клуб проводил матчи на другом стадионе в Будапеште по решению болельщиков клуба.
4 ноября 2014 года был обнародован бюджет строительства нового стадиона. Венгрия предоставит 1,39 млрд форинтов на строительство спортивного зала, 3,91 млрд форинтов на реконструкцию стадиона и 350 млн форинтов на тренировочную площадку рядом со стадионом, а всего 5,65 млрд форинтов.
5 декабря 2014 года на официальном сайте клуба были опубликованы первые эскизы нового стадиона. Тендер выиграла компания Bord Építész Stúdió Kft во главе с Петером Бордасом.
12 декабря 2014 года на сайте клуба были опубликованы новые фотографии нового стадиона.
18 июня 2015 года о новых планах сообщил венгерский epiteszforum.hu. Чертежи представили дизайнеры двух компаний Sportarchitects и Azmpl.

### Снос
6 ноября 2014 года начался снос стадиона. Сначала была демонтирована система прожекторов, а затем сняты сиденья.
В мае 2015 года начался снос главной трибуны.

### Строительство
16 ноября 2015 года был заложен первый камень нового стадиона. На церемонии присутствовали праправнук Кальмана Секреньесси, член-основатель клуба, Йожеф Канта, капитан «MTK» в сезоне 2015/16.
7 июля 2016 года на поле стадиона стала видна трава.
24 сентября 2016 года на восточной и западной трибунах были установлены сиденья трёх разных цветов: белого, голубого и темно-синего. Цвета мест были распределены случайным образом, чтобы скрыть эффект низкой посещаемости.
Окончательная стоимость строительства стадиона, как было публично объявлено, составила 7,26 млрд форинтов, что превысило заложенные в бюджет от 6 до 6,5 млрд форинтов, несмотря на то, что большая часть стадиона была построена из сборных материалов, а период строительства длился всего девять месяцев.

### Открытие
13 октября 2016 года стадион был официально открыт товарищеским матчем МТК — «Спортинг». «Спортинг» привез только трёх игроков из своего основного состава (Азбе Жуг, Рикардо Эсгайо и Матеуш Перейра так как клубу предстояло сыграть в третьем раунде Кубка Португалии против ФК «Фамальяко») На церемонии открытия с речью выступили премьер-министр Венгрии Виктор Орбан и член Европейского парламента и президент МТК Тамаш Дойч.
22 октября 2016 года на стадионе был сыгран первый матч, МТК принимал «Дьермот» на 13-й неделе чемпионата Венгрии 2016/17. Первый гол был забит игроком MTK Шандором Торгхелле на 75-й минуте матча, завершившегося победой со счетом 1-0.
23 марта 2017 года на стадионе был сыгран первый международный матч. Сборная Россия проиграла сборной Венгрии в отборочном элитном раунде чемпионата Европы по футболу U17. Матч закончился победой Венгрии со счетом 2:1. Первый гол забил россиянин Пруцев на 16-й минуте, венгр Собослаи сравнял счёт на 74-й минуте, а на 84-й минуте сделал дубль.
27 октября 2017 года шторм Херварт повредил часть мембранной крыши. Две полосы мембраны над восточной трибуной были повреждены настолько, что их пришлось удалить. Стоимость ремонта покрывается страховкой.